# Орлин Алексиев
Орлин Иванов Алексиев е български политик от ГЕРБ, общински съветник в Столичния общински съвет в три поредни мандата и автомобилен състезател в едно от най-престижните офроуд състезания – Рали Дакар.

## Биография
Орлин Иванов Алексиев е роден на 19 февруари 1967 година в град София. Началното си образование получава в 28-о СУ, а по-късно е приет в Професионална гимназия по електротехника и автоматика (бивш техникум „Киров“). Учи право в Югозападния университет „Неофит Рилски“, а магистратурата си завършва в Нов Български университет, специалност бизнес администрация. С тема на дисертацията „Държавно управление и регулиране на икономическите и социалните процеси в пазарната икономика“ защитава докторантура в направление администрация и управление в Международното висше бизнес училище.
От 1991 година до днес, се занимава с частен бизнес. Участва в учредяването и управлението на Асоциацията на вносителите на автомобили, а активно започва да се занимава с политика през 2007 година, когато е избран за общински съветник в Столичния общински съвет от листата на ГЕРБ.

## Обществена дейност
Орлин Алексиев е сред учредителите на Асоциацията на вносителите на автомобили (АВА). От създаването ѝ през 2004 година до 2016-а участва в ръководството ѝ. Това е браншова организация, която защитава членовете си от гледна точка на синхронизацията на действащата търговска практика на територията на Република България с европейските норми, регламентиращи тази търговска дейност.
През 2005 година АВА инициира първата кампания за пътна безопасност и намаляване броя на деца-жертви на пътя. Тя се провежда съвместно с КАТ – Пътна полиция под надслов „Пази детето“. По данни на КАТ по време на първия ѝ етап няма нито едно дете, загинало вследствие на пътнотранспортно произшествие. В рамките на кампанията „Пази детето“ са обезопасени близо 300 училища в цялата страна.

## Политическа кариера
На местните избори през 2007 година Орлин Алексиев е избран за общински съветник в Столичния общински съвет. През следващите два мандата също е част от местния парламент на София като по този начин е общински съветник в три последователни мандата – 2007 – 2011 г., 2011 – 2015 г., и настоящия – 2015 – 2019 г. Той е председател на Постоянната комисия по финанси и бюджет и е член на Постоянната комисия по икономика и собственост.
От 2009 до 2011 година е председател на Управителния съвет на Национална компания „Железопътна инфраструктура“.
От 2011 до 2018 година е представител на Столична община в общото събрание на Общинска банка.
От 2011-а е председател на Съвета за управлението на Специализирания общински приватизационен фонд (СОПФ), който се занимава с акумулирането на средствата, постъпили от приватизация.
Орлин Алексиев изиграва важна роля в това Столична община да си върне контрола върху управлението на Общинска банка. Благодарение на тези усилия финансовата институцията беше стабилизирана и успешно продадена през 2018 година. С част от получените средства са ремонтирани или изградени 120 детски и спортни площадки, както и 22 сгради на училища и детски градини в 15 столични райони.

## Рали Дакар
През 2013 година Орлин Алексиев се впуска в престижната офроуд надпревара рали Дакар с автомобил BMW X1 Proto и постига най-добро класиране за България до този момент – 17-о място в класа и 61-во в генералното класиране. На следващата година Орлин Алексиев се явява за втори път, но проблем с качеството на горивото не му позволява да завърши състезанието.